# شالایا والنسوئلا
شالایا والنسوئلا (انگلیسی: Shalaya Valenzuela؛ زادهٔ ۱۲ ژوئن ۱۹۹۹) بازیکن زن راگبی ۷ نفره اهل کانادا است..
وی در مسابقات کشوری و بین‌المللی در مجموع برندهٔ ۲ مدال نقره شده است.